# Palo cortado

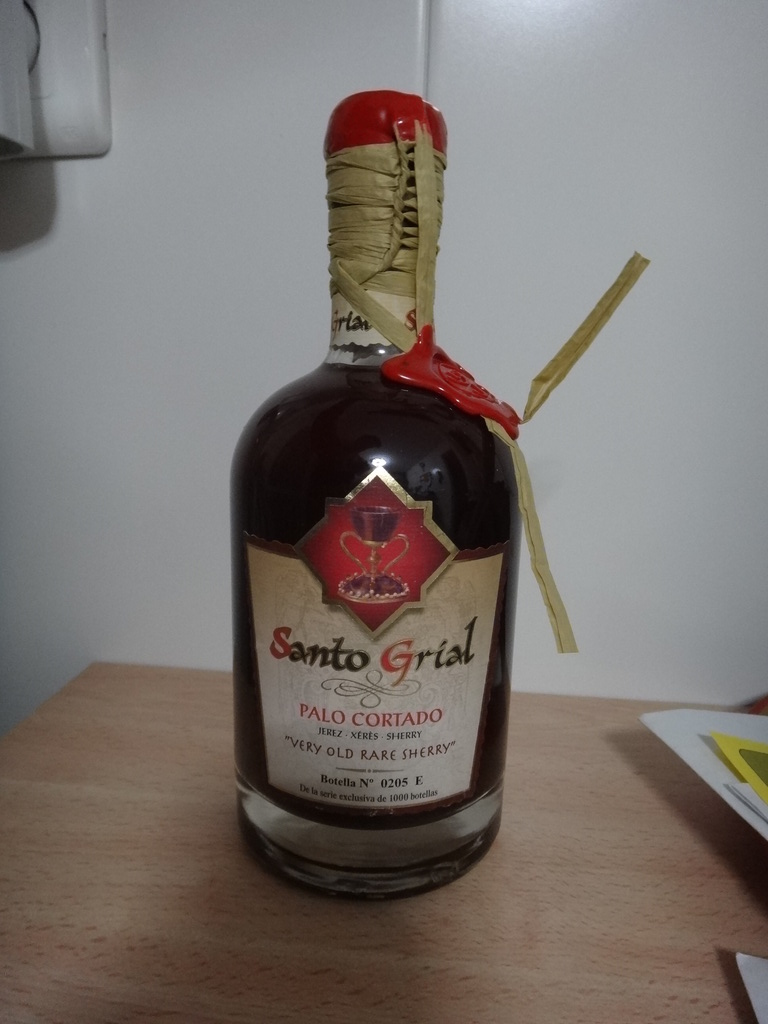
Botella de palo cortado VORS

El Palo cortado es un vino propio de las regiones vinícolas del Marco de Jerez y Montilla-Moriles, en Andalucía (España).

## Características
Es un vino generoso de entre 17 y 22° de graduación alcohólica. Su color es caoba brillante, su aroma avellanado y su paladar seco. El Consejo Regulador de la Denominación de Origen Jerez-Xérès-Sherry lo define como aquel vino que conjuga la nariz fina y elegante del amontillado con la estructura en boca del oloroso.
El Consejo Regulador de la Denominación de Origen Montilla-Moriles detalla que el Palo Cortado es un vino de licor o generoso, límpido y brillante, de entre 16 y 22°, transparente, de color ámbar a caoba, de aroma característico con notas que recuerdan al Amontillado, si bien el paladar presenta características similares al Oloroso.

## Producción
El proceso de producción del palo cortado sitúa inicialmente el vino a 15º, mediante adición de alcohol. Este nivel admite las levaduras que forman la flor y evitan el proceso oxidativo, pero no permite otros micro-organismos que pudieran desarrollarse en el vino. Este proceso inicial se conoce como crianza biológica. En una segunda clasificación, tras un período de seis meses a un año el vino pasa a ser objeto de envejecimiento oxidativo mediante el encabezamiento a 17 grados.
Aún en nuestros días, la producción del Palo Cortado sigue sin ser un proceso sistematizado: es considerado un «accidente» por algunos, o un «arte» por otros.